# Suesetani
Les Suesetani (en latin, Suessetani) était un peuple habitant une ville préromaine établie dans les plaines centrales d'Aragon : Segia.
Certains les considèrent comme des Celtes apparentés aux Suessions (de la région de Soissons), bien que d'autres pensent qu'ils appartenaient aux peuples ibérique ou celtibère. En tout cas, son nom semble faire allusion à la racine indo-européenne svasti, signifiant « avoir de la chance », la même signification que la svastika.
Sur son territoire, il y avait une ville appelée Corbio (et à côté de Soissons est la ville de Corbeil). La racine incurvée dériverait du nom gaulois Corbus. L'identification du nom de Segia a également été défendue, en l'identifiant à Corbio.
On pense qu'au début du IIe siècle av. J.-C. les Suesetani étaient des alliés de Rome, mais plus tard ils se sont révoltés et en l'an 184 leur capitale Corbio a été assiégée, occupée et détruite par les Romains sous le commandement du gouverneur d'Hispanie Aulo Terencio Varron. Après cela, le territoire suesetanique est passé aux Vascons, qui apparaissent plus tard comme ses propriétaires.
L'ethnie ou la tribu des Suesetani occupait la région qui correspond aujourd'hui essentiellement au quartier de Saragosse des Cinco Villas. Sa limite orientale la plus probable était la rivière Gállego.